# Vanaheimr
En la mitologia nòrdica, el Vanaheimr o Vanaland és la llar dels Vanir, un dels dos clans de déus essent l'altre els Æsir. El nom apareix a la Saga de Ynglinga de Snorri Sturluson. Així està doncs en disputa que Vanaheimr es pugui considerar un dels nou mons de la cosmologia escandinava.